# Charbin (przystanek kolejowy)
Charbin – nieczynny kolejowy przystanek osobowy. (Gnieźnieńska Kolej Wąskotorowa) w Charbinie, w gminie Powidz, w powiecie słupeckim, w województwie wielkopolskim, w Polsce. Oddany do użytku w 1897 roku.